# Strimskräling
Strimskräling (Naucoria striatula) är en svampart som beskrevs av P.D. Orton 1960. Enligt Catalogue of Life ingår Strimskräling i släktet skrälingar,  och familjen Strophariaceae, men enligt Dyntaxa är tillhörigheten istället släktet skrälingar,  och familjen buktryfflar. Arten är reproducerande i Sverige. Inga underarter finns listade i Catalogue of Life.